# Juntos Gibraltar
Juntos Gibraltar (Together Gibraltar (TG) en inglés) es un partido político progresista en Gibraltar fundado el 28 de noviembre de 2018.
Fue fundado en 2017 como organización política por la parlamentaria independiente Marlene Hassan-Nahon , exintegrante de los Socialdemócratas de Gibraltar. El 17 de octubre de 2018 en una reunión general, el 86% de los miembros de la organización votaron para que se convirtiera en un partido político, con el objetivo de participar en las elecciones generales de 2019. Hassan-Nahon retuvo su escaño en las elecciones de 2019, pero ningún otro candidato del partido fue elegido.

## Resultados electorales
| Elecciones | Votos      | % de votos | Escaños | Gobierno  |
| ---------- | ---------- | ---------- | ------- | --------- |
| 2019       | 3 245 (#3) | 20,55 %    | 1/17    | Oposición |